# Apacheta (Apolo)
Apacheta ist eine Siedlung im nördlichen Teil des Departamento La Paz im südamerikanischen Andenstaat Bolivien. Die Bezeichnung „Apacheta“ steht in Südamerika für kleine Steinhaufen, vor denen die indigene Bevölkerung Opfergaben zu Ehren der Pachamama für einen gesunden und erfolgreichen Weg niederlegt.

## Lage im Nahraum
Apacheta liegt in der Provinz Franz Tamayo (früher Caupolicán) und ist eine winzige Siedlung im Cantón Apolo im Municipio Apolo. Die Siedlung liegt auf einer Höhe von 1643 m, und zwar 200 Kilometer Luftlinie nördlich des Regierungssitzes La Paz und 125 Kilometer nordöstlich des Titicaca-Sees.

## Geographie
Apacheta weist im Temperaturverlauf ein sehr ausgeglichenes Klima auf; die Durchschnittstemperatur liegt bei 20,4 °C, die monatlichen Durchschnittstemperaturen schwanken zwischen 21 °C von Oktober bis März und knapp 19 °C im Juni und Juli (siehe Klimadiagramm Apolo). Der Jahresniederschlag liegt im langjährigen Mittel bei 1333 mm, der kurzen Trockenzeit im Juni und Juli mit Monatsniederschlägen unter 35 mm steht eine ausgedehnte Feuchtezeit mit bis zu 200 mm im Dezember und Januar gegenüber.

## Verkehrsnetz
Apacheta ist auf dem Landwege 425 Straßenkilometer von La Paz aus zu erreichen, der Hauptstadt des gleichnamigen Departamentos.
Von La Paz führt die asphaltierte Nationalstraße Ruta 2 in nordwestlicher Richtung 70 Kilometer bis Huarina, von dort zweigt die asphaltierte Ruta 16 nach Norden ab, die nach 98 Kilometern Escoma erreicht und dann als unbefestigte Piste auf weiteren 250 Kilometern über Charazani nach Apolo führt. Vom Zentrum von Apolo aus führt die Verlängerung der Ruta 16 über drei Kilometer weiter in nördlicher Richtung, es zweigt dann eine Nebenstraße nach Westen ab, verläuft später nach Nordwesten und erreicht nach vier Kilometern Apacheta. Von dort führt die Straße weiter nach Santa Cruz del Valle Ameno, Mohima, Vaquería und Pata.

## Bevölkerung
Die Einwohnerzahl der Ortschaft ist in dem Jahrzehnt zwischen den beiden letzten Volkszählungen auf ein Zehntel zurückgegangen. Möglich ist jedoch auch eine fehlende Ziffer, sodass die Bevölkerungszahl fast gleich geblieben wäre:
| Jahr | Einwohner         | Quelle       |
| ---- | ----------------- | ------------ |
| 1992 | keine Detaildaten | Volkszählung |
| 2001 | 190               | Volkszählung |
| 2012 | 19                | Volkszählung |
| 2024 |                   | Volkszählung |